# استان آلیبوری
بخش آلیبوری بزرگترین و شمالی‌ترین بخش در کشور بنین است. مساحت آن 25,683 km² و جمعیت آن در سرشماری ۲۰۰۳ برابر با ۳۵۵٬۹۵۰ نفر اعلام شده‌است. بخش آلیبوری به شش کومون تقسیم می‌گردد که مرکز این کومون‌ها عبارتند از سگبانا، مالانویله، کندی، بانیکورا، گوگونو و کاریماما.
بخش آلیبوری با بخش‌های آتاکورا و بورگو همسایه است. این بخش همچنین با کشورهای بورکینافاسو، نیجر و نیجریه نیز مرز مشترک دارد.
در سال ۱۹۹۹ بخش آلیبوری از استان بورگو جدا شد و مستقل گردید. از سال ۲۰۰۸ مرکز این بخش شهر کندی می‌باشد.

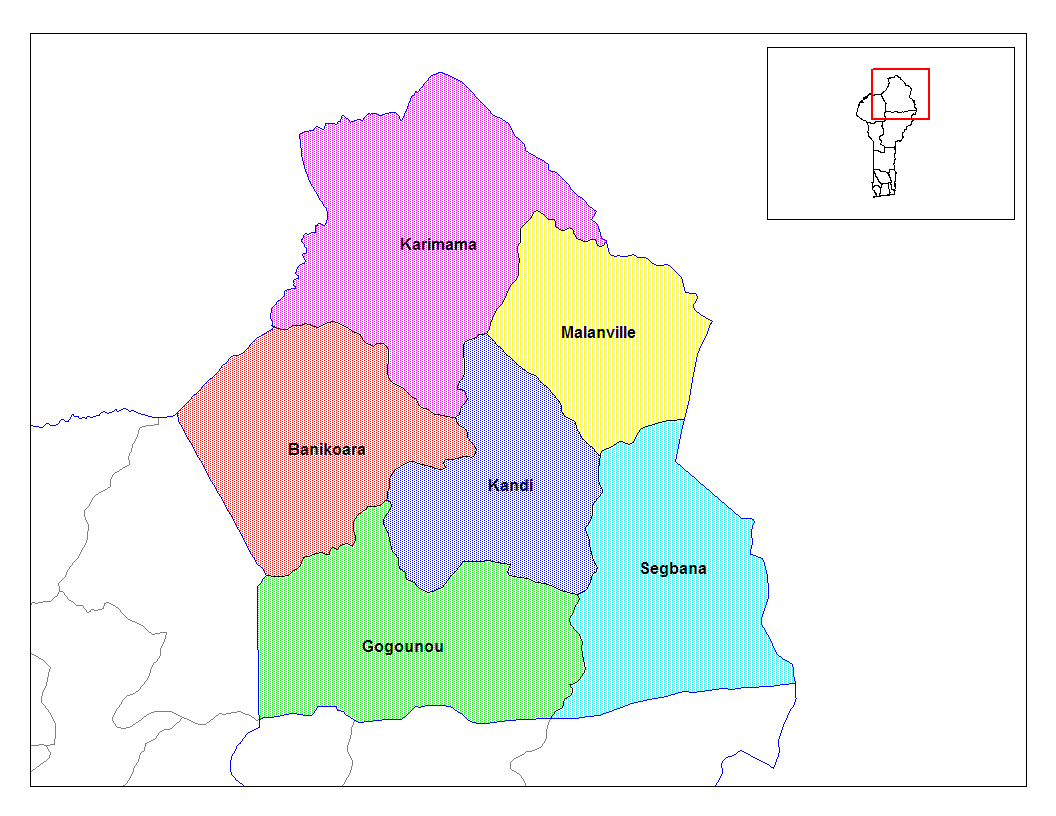
شهرستان‌های آلیبوری